# Santa Rosalía (Vichada)
Santa Rosalía est une municipalité située dans le département de Vichada, en Colombie.